# Шараєнко Андрій Миколайович
Андрі́й Микола́йович Шарає́нко — солдат Збройних сил України.
У мирний час проживає в місті Біла Церква, працював електриком. У лютому 2015 року добровільно мобілізований, 17-й батальйон територіальної оборони «Кіровоград». Служив під Горлівкою, в часі боїв 17 квітня зазнав сильного поранення правої руки, кінцівку ампутували в Дзержинську. Лікувався в Харківському та Київському військових шпиталях. Державним коштом в Італії протезований.

## Нагороди
За особисту мужність і героїзм, виявлені у захисті державного суверенітету та територіальної цілісності України, вірність військовій присязі під час російсько-української війни
- орденом «За мужність» III ступеня (8.6.2015).